# عقيدة ستيمسون

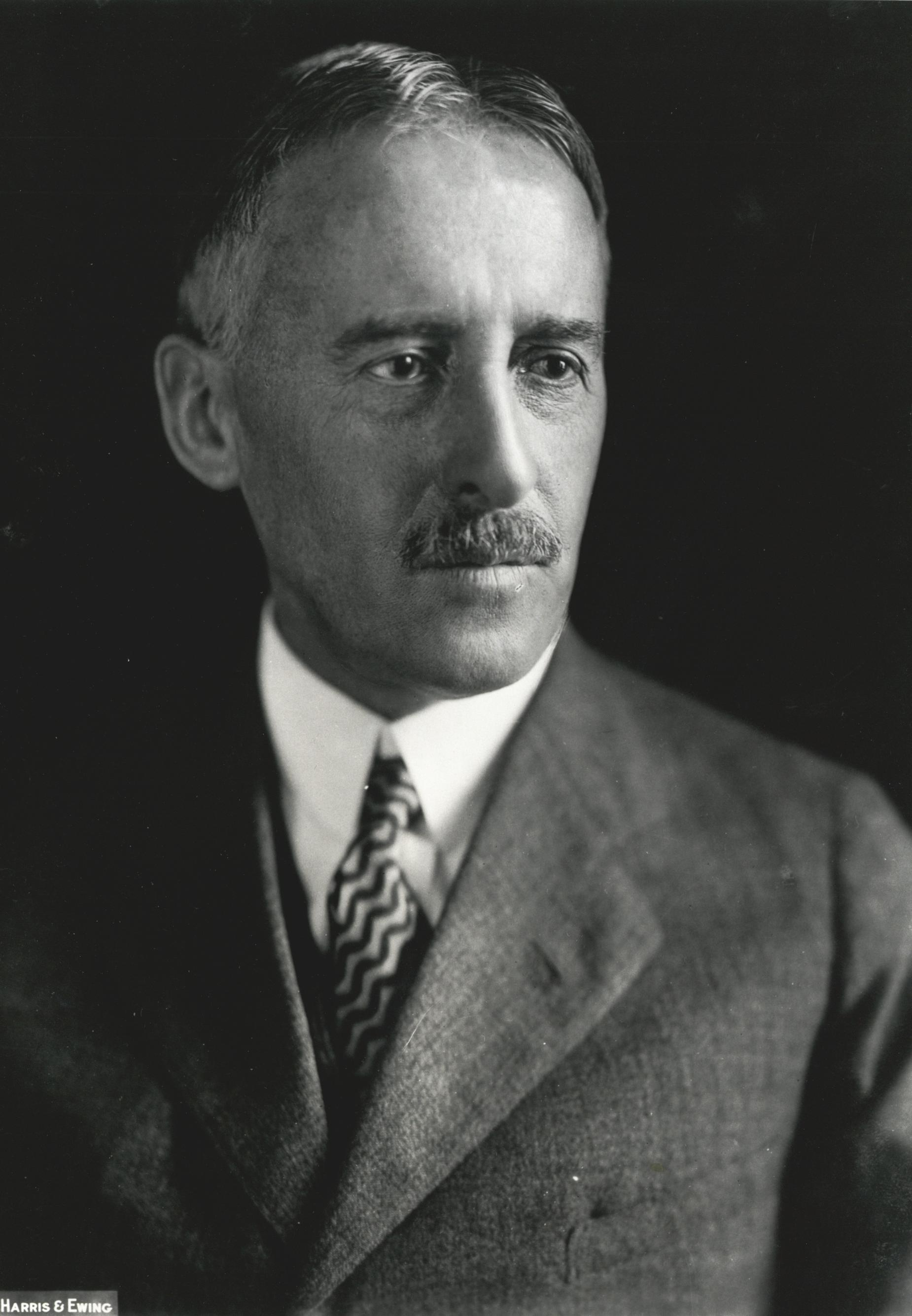
هنري ستيمسون

عقيدة ستيمسون (بالإنجليزية: Stimson Doctrine)‏، هي سياسة عدم الاعتراف بالحالات التي نشأت نتيجة للعدوان.
تم تنفيذ السياسة من قبل الحكومة الفيدرالية للولايات المتحدة، والتي تم الإعلان عنها في مذكرة بتاريخ 7 يناير 1932، إلى إمبراطورية اليابان، وجمهورية الصين، بعدم الاعتراف بالتغييرات الإقليمية الدولية التي تم تنفيذها بالقوة.
كان هذه العقيدة تطبيقًا لمبدأ «القانون لا ينشأ من عدم العدالة». في حين أن بعض المحللين طبقوا العقيدة في معارضة الحكومات التي أسستها الثورة، ومع ذلك فإن هذا الاستخدام ليس واسع الانتشار، وعادة ما ينطوي استحضاره على انتهاكات للمعاهدات.